# Jochen Hasenmayer

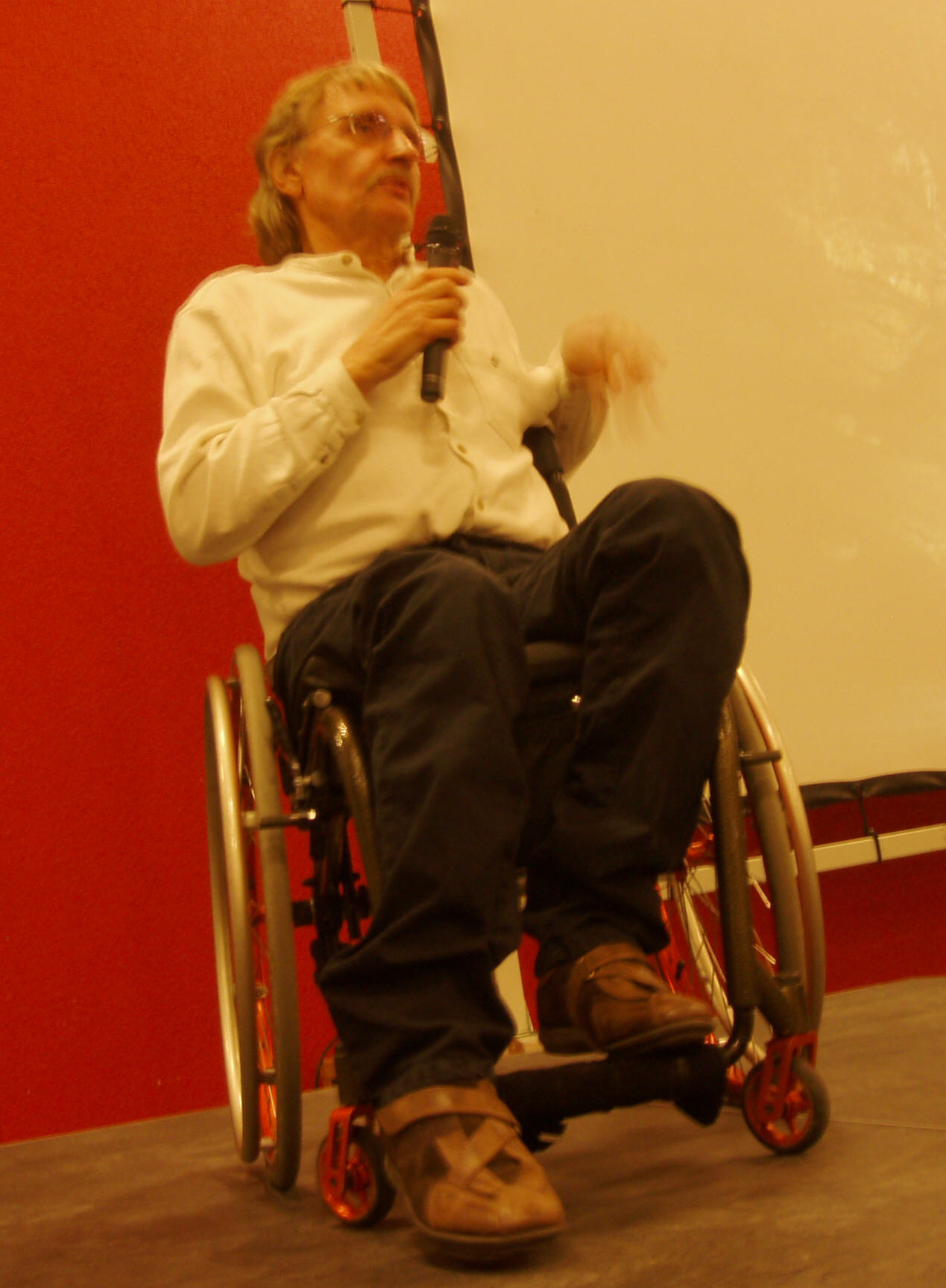
Jochen Hasenmayer, 2009.

Jochen Hasenmayer (* 1941) es un espeleólogo alemán.
Desde los años 1960 Hasenmayer investiga las cuevas entre la Jura de Suabia. Él afirma que entre los Alpes grandes cantidades de agua caliente deben ser encontradas. Con eso problemas energéticos podrían ser resueltos en la Alemania Meridional. Muchos científicos están enfrente escépticamente de su teoría.
En 1989 Hasenmayer sufría sumergiendo un accidente en el Wolfgangsee. Desde esta época él es parapléjico. Por eso él usa un submarino pequeño desde 1996. Este submarino ha construido a su amigo Konrad Gehringer.
En el hospital él conocía a su compañera de vida Gaby Barth. La pareja vive en Birkenfeld cerca de Pforzheim.